# Estación Torrent
Estación Torrent es una localidad y municipio argentino, ubicada en el Departamento General Alvear de la provincia de Corrientes. Se halla en sus proximidades los bañados Cuay Grande y Cuay Chico.

## Historia
En 1901 se crea la estación Malezal del ferrocarril, la cual es cambiada en 1906 a Torrent, en honor a Juan Eusebio Torrent, político de destacada trayectoria en Corrientes.

## Economía
Las principales actividades son la ganadería, la forestación y el clima también permite el desarrollo de la fruticultura, destacándose el cultivo de mandarina.

## Población
Cuenta con 116 habitantes (Indec, 2010), lo que representa un incremento del 13,7% frente a los 102 habitantes (Indec, 2001) del censo anterior.
| Gráfica de evolución demográfica de Estación Torrent entre 1991 y 2010 |
|                                                                        |
| Fuente: Censos nacionales del INDEC                                    |

## Vías de comunicación
Su principal vía de acceso es la ruta provincial 96, que la comunica al este con la ruta nacional 14, y por esta con General Alvear al sudoeste y Santo Tomé al nordeste.
El ferrocarril tenía parada hasta 2011 en el trayecto entre Posadas y Buenos Aires.

## Infraestructura
Cuenta con una escuela primaria y desde 2019 con la extensión aulica del colegio secundario Dr Mamerto Acuaña de Alvear, esto ayudó mucho a que los alumnos no deban ir hasta la ciudad de Alvear para cursar un secundario, un puesto de salud, registro de las personas, comisaría, correo, biblioteca, capilla, tres instituciones deportivas y 3 balnearios.
El 44% cuenta con agua corriente y el 61% con energía eléctrica. No cuenta con cloacas.